# Magnetyzm
Magnetyzm (z gr. μαγνῆτις λίθος magnētis líthos „magnetyt”) – zespół zjawisk fizycznych związanych z polem magnetycznym, które może być wytwarzane zarówno przez prąd elektryczny, jak i przez materiały magnetyczne.

## Podstawy fizyczne magnetyzmu

### W skali makroskopowej
Siły magnetyczne są jednymi z podstawowych sił w naturze. Oddziaływania magnetyczne odbywają się za pośrednictwem pola magnetycznego, które w skali makroskopowej wytwarzane jest na skutek ruchu ładunków elektrycznych lub prądu elektrycznego. Stały prąd elektryczny wywołuje statyczne pole magnetyczne, natomiast zmienny prąd elektryczny powoduje powstanie nierozerwalnie związanego z nim zmiennego pola magnetycznego i elektrycznego (takie podwójne pole nosi nazwę pola elektromagnetycznego).
Magnetyzm makroskopowy jest przyczyną istnienia ziemskiego pola magnetycznego. We wnętrzu Ziemi istnieje roztopione jądro, w którym występują prądy konwekcyjne. Prądy takie unoszą ze sobą olbrzymie ilości wolnych elektronów, które są równoważne z prądem elektrycznym, który z kolei (jak opisano powyżej) skutkuje powstaniem otaczającego pola magnetycznego.
W skali makroskopowej powstawanie i zachowanie pola magnetycznego oraz sił z nim związanych opisane są równaniami Maxwella oraz prawem Biota-Savarta.

### W skali mikroskopowej
W skali mikroskopowej pole magnetyczne powstaje głównie na skutek ruchu elektronów: orbitalnego oraz obrotowego (tzw. spin), przy czym ten ostatni jest efektem dominującym. Ruch orbitalny elektronu (dookoła jądra atomowego) jest efektem wtórnym i tylko nieznacznie modyfikuje spinowe pole magnetyczne. W niewielkim stopniu pole magnetyczne wytwarzane jest również przez moment magnetyczny protonów i neutronów.
Wypadkowy moment magnetyczny atomu jest sumą wszystkich momentów magnetycznych elektronów (a także w bardzo niewielkim, zazwyczaj pomijanym stopniu również i protonów i neutronów). Z uwagi na dążenie w przyrodzie do minimalnego stanu energetycznego pojedyncze momenty magnetyczne elektronów mają tendencję do ustawiania się w przeciwnych kierunkach (zarówno momenty orbitalne jak i spinowe) czym powodują znoszenie udziału magnetycznego takich sparowanych elektronów. Dlatego też, dla atomu z całkowicie wypełnionymi powłokami i podpowłokami elektronowymi wewnętrzne magnetyczne momenty znoszą się całkowicie. Tylko atomy z częściowo wypełnionymi powłokami elektronowymi posiadają wypadkowy moment magnetyczny, którego wartość zależy głównie od ilości niesparowanych elektronów.
Dla przykładu:
- W materiałach diamagnetycznych wszystkie elektrony w atomie są sparowane, wobec czego atom nie wykazuje zewnętrznego momentu magnetycznego. Tak samo zachowuje się ciało złożone z diamagnetycznych atomów. Diamagnetyki nieznacznie osłabiają zewnętrzne pole magnetyczne.
- Paramagnetyki z kolei posiadają co najmniej jeden niesparowany elektron, który skutkuje zewnętrznym momentem magnetycznym dla danego atomu. Jednakże uporządkowanie takich elementarnych momentów w materiale paramagnetycznym jest chaotyczne, co prowadzi do zerowego wypadkowego momentu dla całego ciała. Paramagnetyki nieznacznie wzmacniają zewnętrzne pole magnetyczne, ponieważ poszczególne momenty magnetyczne dążą do ustawienia się wzdłuż linii takiego pola. Teoretycznie przy bardzo dużych polach powinno nastąpić nasycenie magnetyczne materiału paramagnetycznego. Niemniej obecnie nie udało się tego jednoznacznie potwierdzić nawet w polach magnetycznych o bardzo dużej wartości (np. 100 T – zobacz opis ferromagnetyków poniżej).
- Jeśli chodzi o ferromagnetyzm, to co prawda występuje on tylko dla określonych pierwiastków i związków chemicznych, jednak ferromagnetyzm jest zjawiskiem jakie występuje dla całej grupy atomów z uwagi na tzw. oddziaływania wymienne pomiędzy sąsiednimi atomami. W ferromagnetykach występuje zjawisko nasycenia magnetycznego – występuje ono w chwili kiedy wszystkie elementarne dipole magnetyczne ustawią się w kierunku zewnętrznego pola magnetycznego. Najwyższa znana polaryzacja nasycenia 2,3 T istnieje dla stopu VACODUR Co(49%)Fe(48%)V(1,9%).

Dlatego też, różnice w konfiguracji elektronowej w różnych pierwiastkach chemicznych determinują wielkość i typ atomowych momentów magnetycznych, które z kolei determinują własności magnetyczne wszystkich materiałów (różne typy magnetyzmów).

## Rodzaje magnetyzmów
Znanych jest trzynaście typów magnetyzmów:
- antyferromagnetyzm
- aspereomagnetyzm
- diamagnetyzm
- ferrimagnetyzm
- ferromagnetyzm
- ferromagnetyzm zarodkowy
- helimagnetyzm
- metamagnetyzm
- mikromagnetyzm
- paramagnetyzm
- sperimagnetyzm
- superparamagnetyzm
- szkło spinowe

## Ładunek elektryczny w ruchu
Jeśli cząstka o ładunku elektrycznym q porusza się z prędkością v w polu indukcji magnetycznej B to oddziałuje na nią siła F:
{\displaystyle {\vec {F}}=q\cdot {\vec {v}}\times {\vec {B}}}
Ponieważ w równaniu występuje iloczyn wektorowy, siła jest skierowana prostopadle zarówno do kierunku ruchu cząstki jak i kierunku linii indukcji magnetycznej. Pole magnetyczne (czy też raczej indukcja magnetyczna, tak jak w równaniu powyżej) działające na naładowaną cząstkę, pomimo tego, że powoduje powstanie siły, nie wykonuje żadnej pracy. Tor cząstki może zostać tylko zakrzywiony, ale cząstka nie może zostać ani przyspieszona ani zwolniona. Właściwość ta jest wykorzystana w cyklotronach.

## Materiały magnetyczne
Wszystkie znane pierwiastki, związki chemiczne i materiały mogą zostać sklasyfikowane na podstawie ich własności magnetycznych. Co więcej, każdy pierwiastek chemiczny wykazuje jeden z czterech podstawowych typów magnetyzmu: diamagnetyzm, paramagnetyzm, ferromagnetyzm lub ferrimagnetyzm.
Największe znaczenie praktyczne mają ferromagnetyki, które można podzielić na materiały magnetycznie twarde (używane jako magnesy trwałe), miękkie (magnetyczne rdzenie transformatorów i silników) oraz półtwarde (magnetyczne nośniki analogowych i cyfrowych danych).

## Inne oddziaływania
Dla oddziaływań z nieabelowymi grupami cechowania można rozdzielić tensor natężenia pola {\displaystyle F} na część "elektryczną" (natężenie pola elektrycznego {\displaystyle E}) i "magnetyczną" (natężenie pola magnetycznego {\displaystyle H}) analogicznie, jak dla oddziaływania elektromagnetycznego:.
{\displaystyle F_{0i}^{a}=E_{i}^{a}}
{\displaystyle F_{ij}^{a}=-\epsilon _{ijk}H_{k}^{a}}
"Silne oddziaływania magnetyczne" odpowiadają za dużą zależność mas hadronów od spinu kwarków.